# Inelele lui Saturn

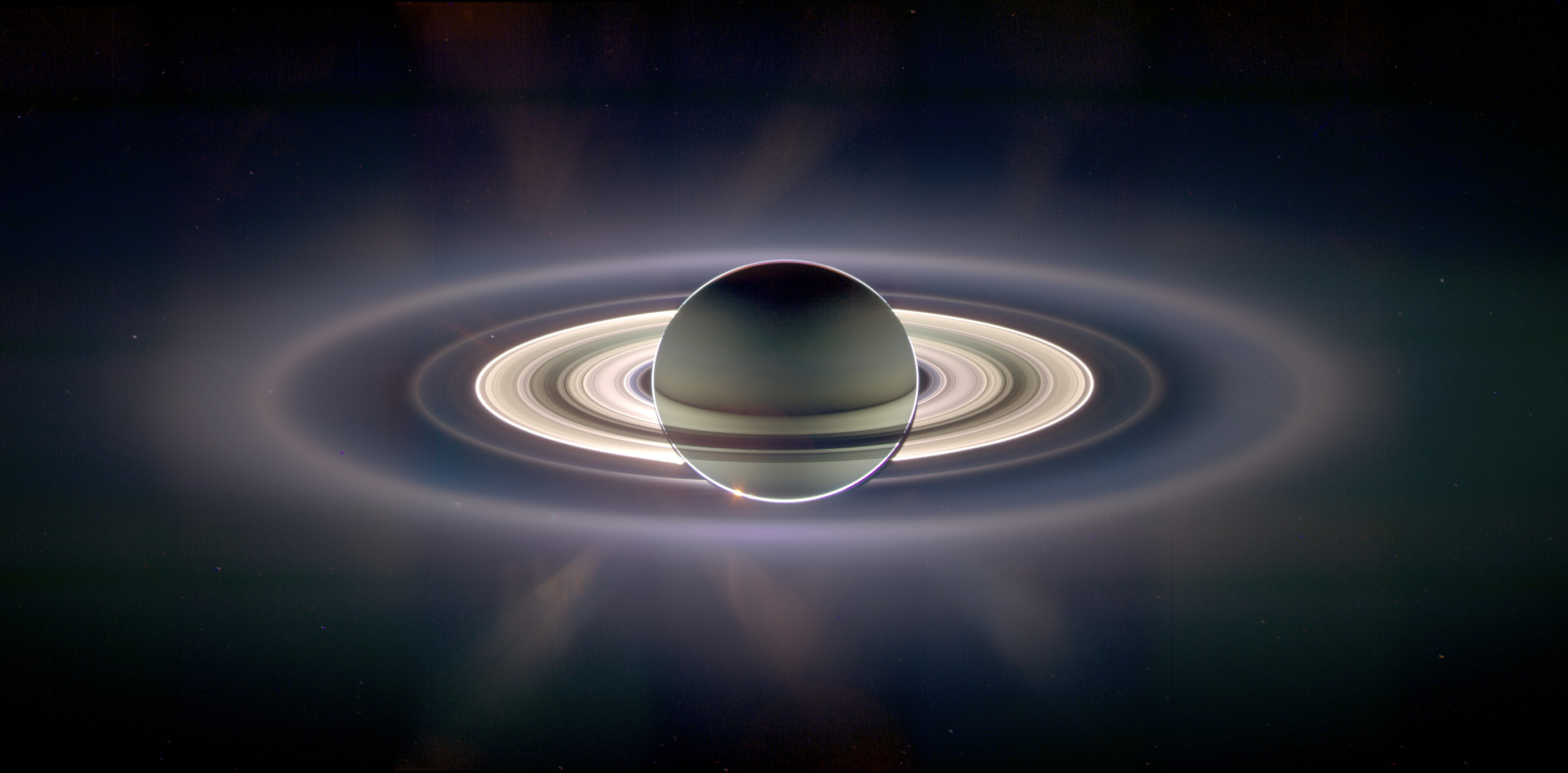

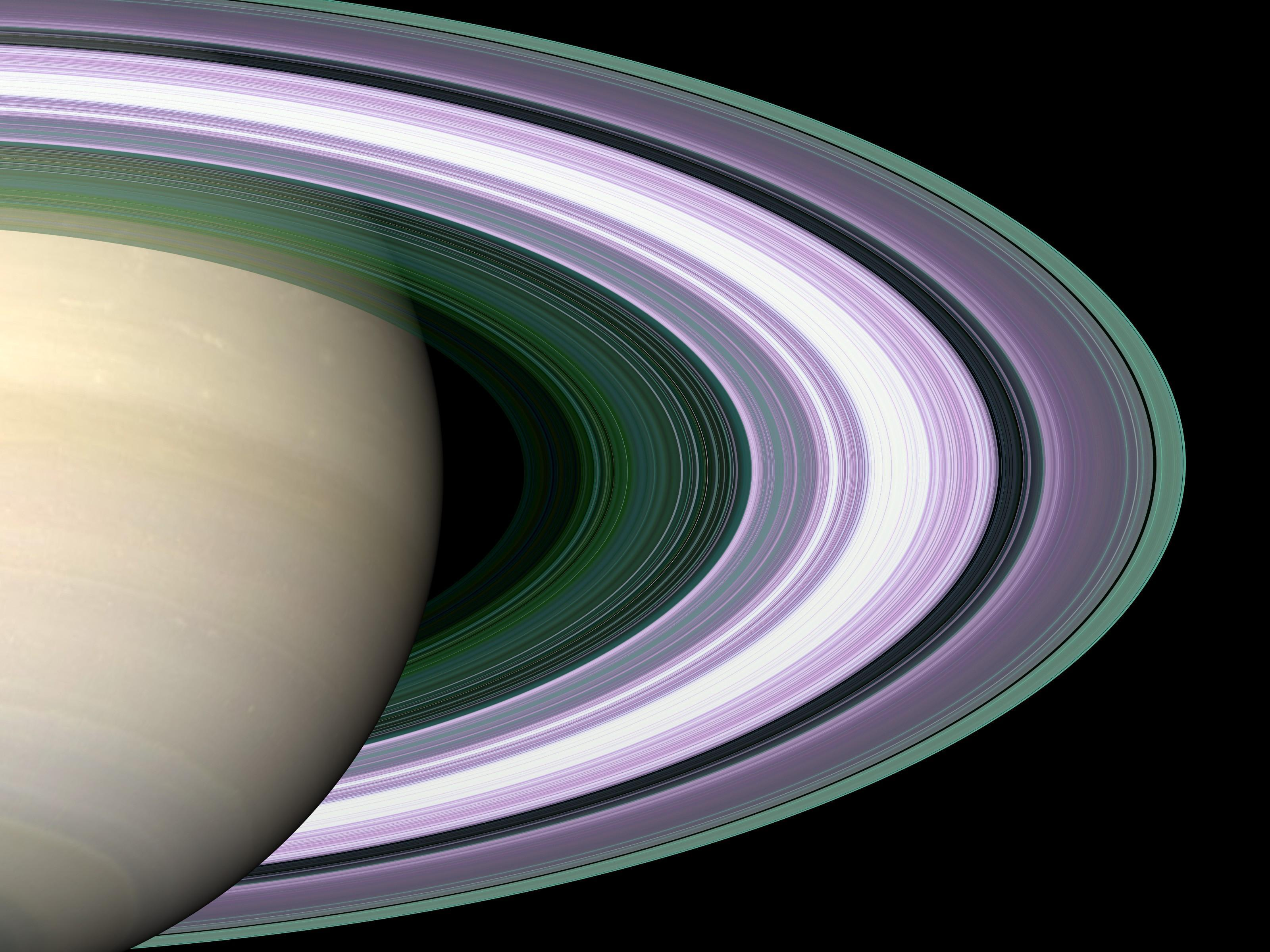

Inelele lui Saturn reprezintă cel mai mare sistem de inele planetare din Sistemul Solar. Inelele sunt formate din nenumărate particule mici, variind în mărime de la microni la metri, care formează pâlcuri care se rotesc în jurul planetei Saturn. Particulele din inele conțin aproape în întregime din apă înghețată, cu unele contaminări de praf și alte substanțe chimice.
Nu există încă un consens cu privire la mecanismul de formare; unele caracteristici ale inelelor sugerează o origine relativ recentă, dar modelele teoretice indică faptul că acestea s-ar putea să se fi format mai devreme în istoria Sistemului Solar. Deși reflecția de la inele crește luminozitatea lui Saturn, ele nu sunt vizibile de pe Pământ cu ochiul liber. 

## Istoric

### Lucrarea lui Galileo

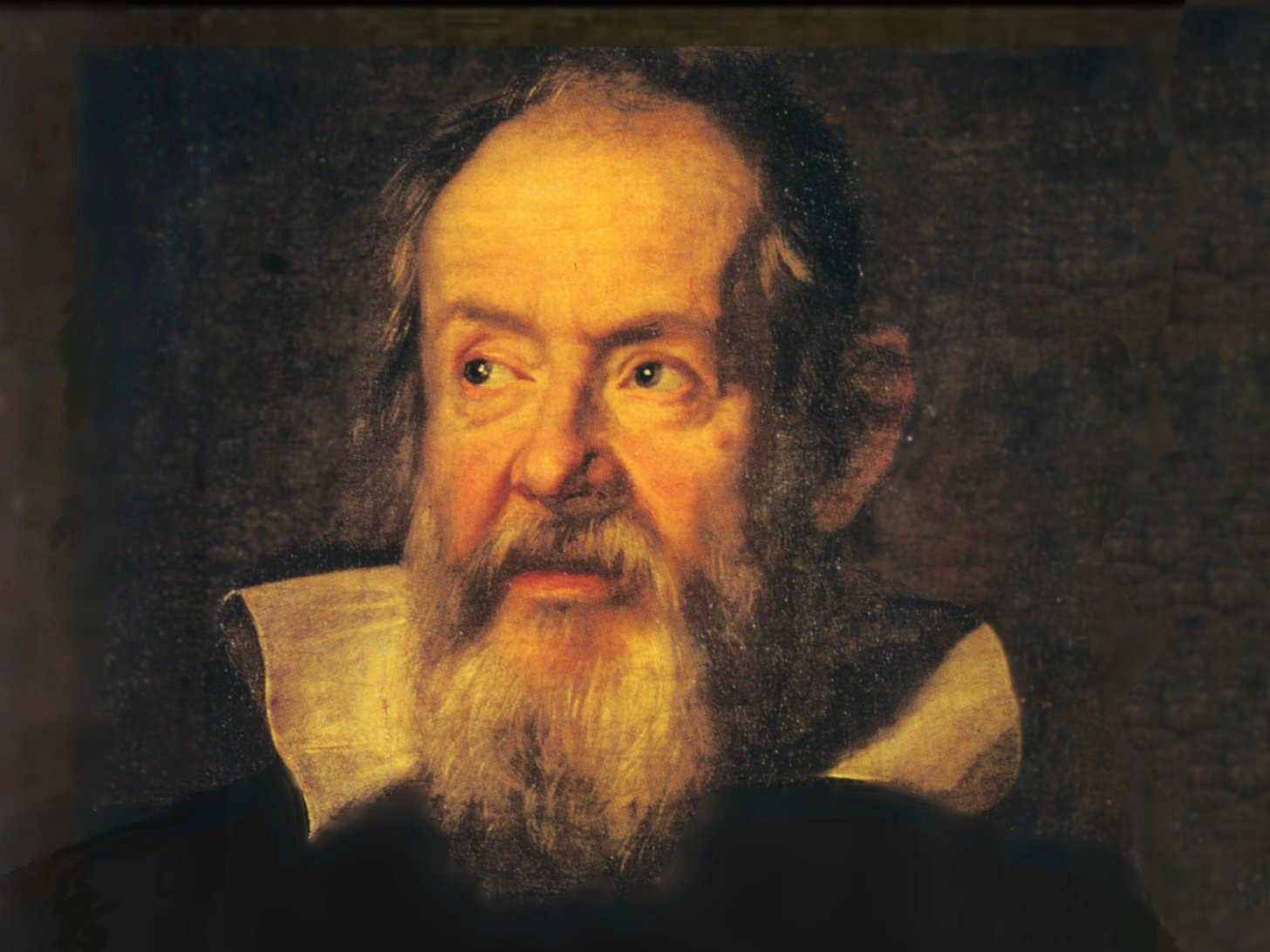
Galileo a observat mai întâi inelele în 1610

În 1610, Galileo Galilei a fost cel care a observat inelele lui Saturn utilizând telescopul său, fără să le identifice. Acesta îi trimite o anagramă lui Johannes Kepler: „SMAISMRMILMEPOETALEUMIBUNENUGTTAUIRAS”. Kepler a descifrat corect anagrama: ALTISSIMUM PLANETAM TEREVMINUM OBSERVAI, adică „Am observat cea mai îndepărtată planetă cu formă triplă”. Kepler a presupus că Galileo constatase că Saturn are doi sateliți. În caietul lui Galilei, schița lui Saturn arăta ca o minge cu toarte. El i-a scris Marelui duce de Toscana că „Planeta Saturn nu este singură, ci este compusă din trei elemente, care se ating aproape una de cealaltă și nu se mișcă și nu se schimbă niciodată una față de cealaltă. Ele sunt aranjate într-o linie paralelă cu zodia, iar cea mijlocie (însuși Saturn) este de aproximativ trei ori mai mare decât cele laterale.”
Christiaan Huygens constata că Saturn are un inel, presupunând ca are o structură solidă. 
În 1675, Giovanni Cassini a observat că existau cel puțin două inele și a presupus că acestea erau formate din corpuri mici. Ipoteza sa a fost acceptată în 1857, când James Clerk Maxwell a studiat ipoteza matematic. Trecuseră mai mult de 200 de ani de când Galilei observase pentru prima dată inelele.